# Martha J. B. Thomas
Martha J.B Thomas, MBA (1926-2006) fue una ingeniera química y química analítica estadounidense. Es particularmente conocida por su trabajo sobre el fósforo.

## Biografía
Thomas nació en Boston en 1926.  Se graduó cum laude del Radcliffe College en 1945, después de lo cual obtuvo un doctorado en química de la Universidad de Boston en 1952, mientras trabajaba en Sylvania Electric Products.  Más tarde, recibió un MBA en la Universidad Northeastern de Boston en 1981.

## Carrera e investigación
Comenzó su carrera profesional en 1945 en Sylvania Electric Products, donde se convirtió en jefa de la Sección de Investigación y Desarrollo de Fósforo en 1970. Durante su tiempo en Sylvania, estableció sus primeras plantas piloto de fósforo. También enseñó química en la división vespertina de la Universidad de Boston entre 1952 y 1970. Fue directora de servicios técnicos en GTE Electrical Products Group en Danvers, Massachusetts, EE. UU. 
Obtuvo más de 20 patentes para mejorar la tecnología de iluminación y fabricación, cubriendo, por ejemplo, lámparas fluorescentes y química de fósforo.  Una de sus contribuciones más importantes fue el desarrollo de un recubrimiento de polvo de fósforo blanco para tubos fluorescentes que crea una luz mucho más parecida a la luz del día. También desarrolló un tratamiento a base de fósforo que aumenta el brillo de las lámparas de mercurio en un 10%.

## Premios y honores
Recibió el Premio al Logro de la Society of Women Engineers 1965.  El premio fue otorgado "en reconocimiento a sus importantes contribuciones a la ciencia de la química como ingeniera, educadora y administradora, mientras cumplía como esposa y madre".
En 1991 fue nombrada Inventora de Nueva Inglaterra por el Museo de Ciencias de Boston, un premio otorgado a individuos "cuya aplicación de la ciencia y la tecnología, la creatividad y el pensamiento independiente han impactado positivamente a la sociedad".
Recibió el Premio de Alumnos Distinguidos de la Universidad de Boston.